# Знак отличия Президента Украины «Золотое сердце»
Знак отличия Президента Украины «Золотое сердце» (укр. Відзнака Президента України «Золоте серце») — государственная награда Украины — знак отличия Президента Украины, установленный с целью признания значимого вклада волонтёров в оказание волонтёрской помощи и развитие волонтёрского движения, в частности во время осуществления мероприятий по обеспечению обороны Украины, защиты безопасности населения и интересов государства в связи с военной агрессией Российской Федерации против Украины и преодоления её последствий.

## История
Знак отличия Президента Украины «Золотое сердце» учреждён Указом Президента Украины Владимира Зеленского от 5 декабря 2022 года № 825/2022.
9 декабря 2022 года знаком отличия впервые награждены 76 человек.
4 сентября 2023 года знаком отличия награждены 6 иностранных граждан, из них 2 посмертно.
5 декабря 2023 года знаком отличия награждены 40 волонтёров и представителей благотворительных организаций, одного из них, Ковалёва Дмитрия Александровича, — посмертно.

## Положение о награде
1. Знаком отличия Президента Украины «Золотое сердце» (далее — знак отличия) награждаются граждане Украины, иностранцы и лица без гражданства, которые внесли весомый вклад в оказание волонтёрской помощи и развитие волонтёрского движения, в частности во время осуществления мероприятий по обеспечению обороны Украины, защиты безопасности населения и интересов государства в связи с военной агрессией Российской Федерации против Украины и преодоления её последствий.
2. Награждение знаком отличия может быть проведено посмертно.
3. Награждение знаком отличия проводится Указом Президента Украины.
4. Одно и то же лицо может быть награждено знаком отличия не более одного раза.
5. Представление к награждению знаком отличия проводится в соответствии с порядком представления к награждению и вручению государственных наград Украины, утверждённого Указом Президента Украины от 19 февраля 2003 года № 138/2003[4].
6. Вручение награды осуществляется в торжественной обстановке Президентом Украины или от его имени руководителями центральных органов исполнительной власти, государственных органов, осуществляющих руководство образованными в соответствии с законами военными формированиями, руководителями других государственных органов, председателями областных и Киевской городской государственных администраций, руководителями зарубежных дипломатических учреждений Украины.
7. Лицу, награжденному наградой, вместе со знаком отличия вручается документ, удостоверяющий награждение.

## Описание
- Знак отличия изготавливается из позолоченного серебра и имеет вид стилизованного изображения сердца, образованного изогнутой пластиной с отверстиями. Сквозь отверстия пропущены синяя и жёлтая нити, которые перекрещиваются.
- Размеры знака отличия: высота — 40 мм, ширина — 30 мм.
- На обратной стороне отличия — застёжка для прикрепления к одежде.

## Порядок ношения
Награду носят на груди слева и при наличии у награждённого других государственных наград Украины размещают после них.